# 京瑞廣場

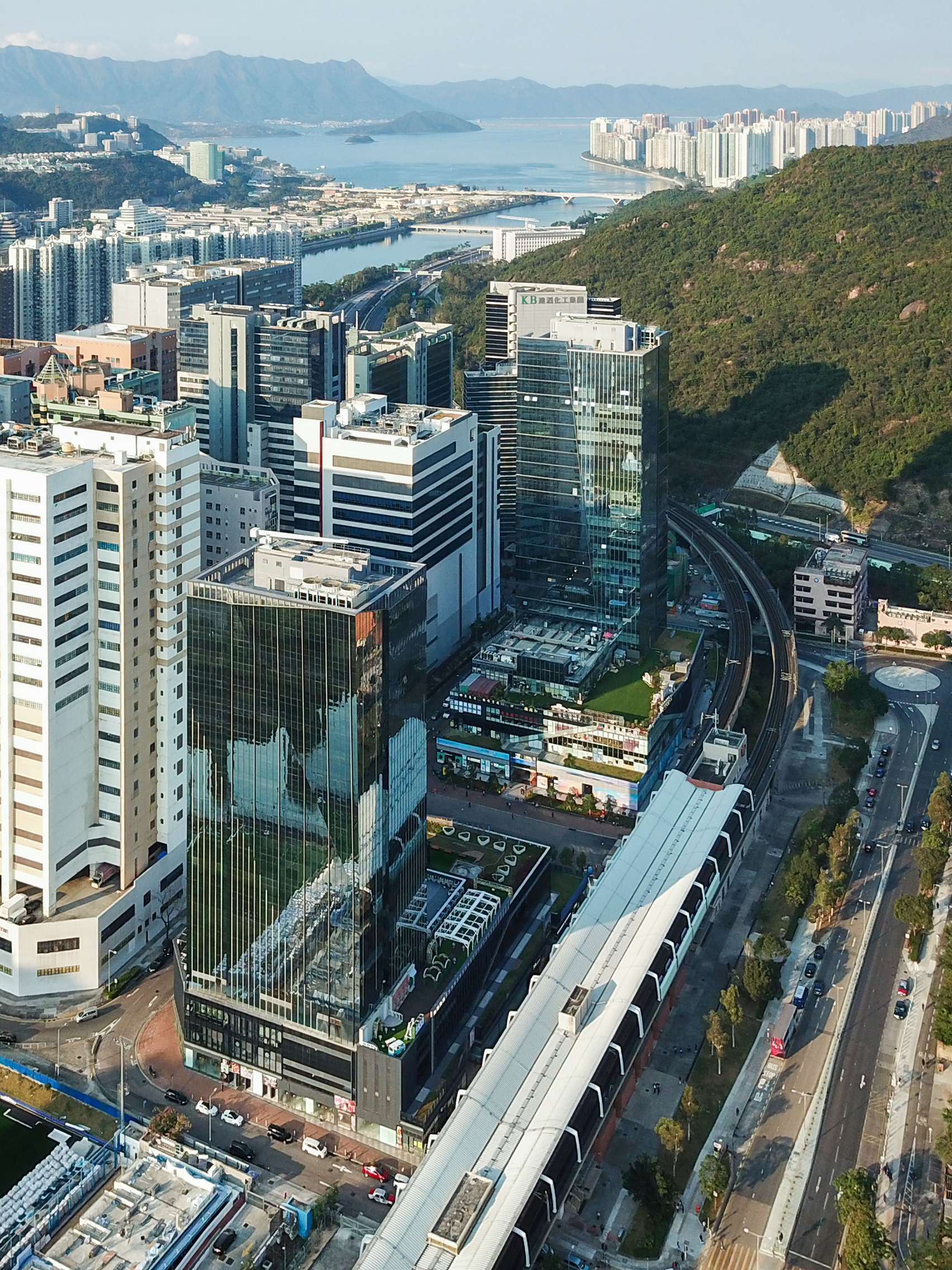
京瑞廣場一期（前）和二期（後）

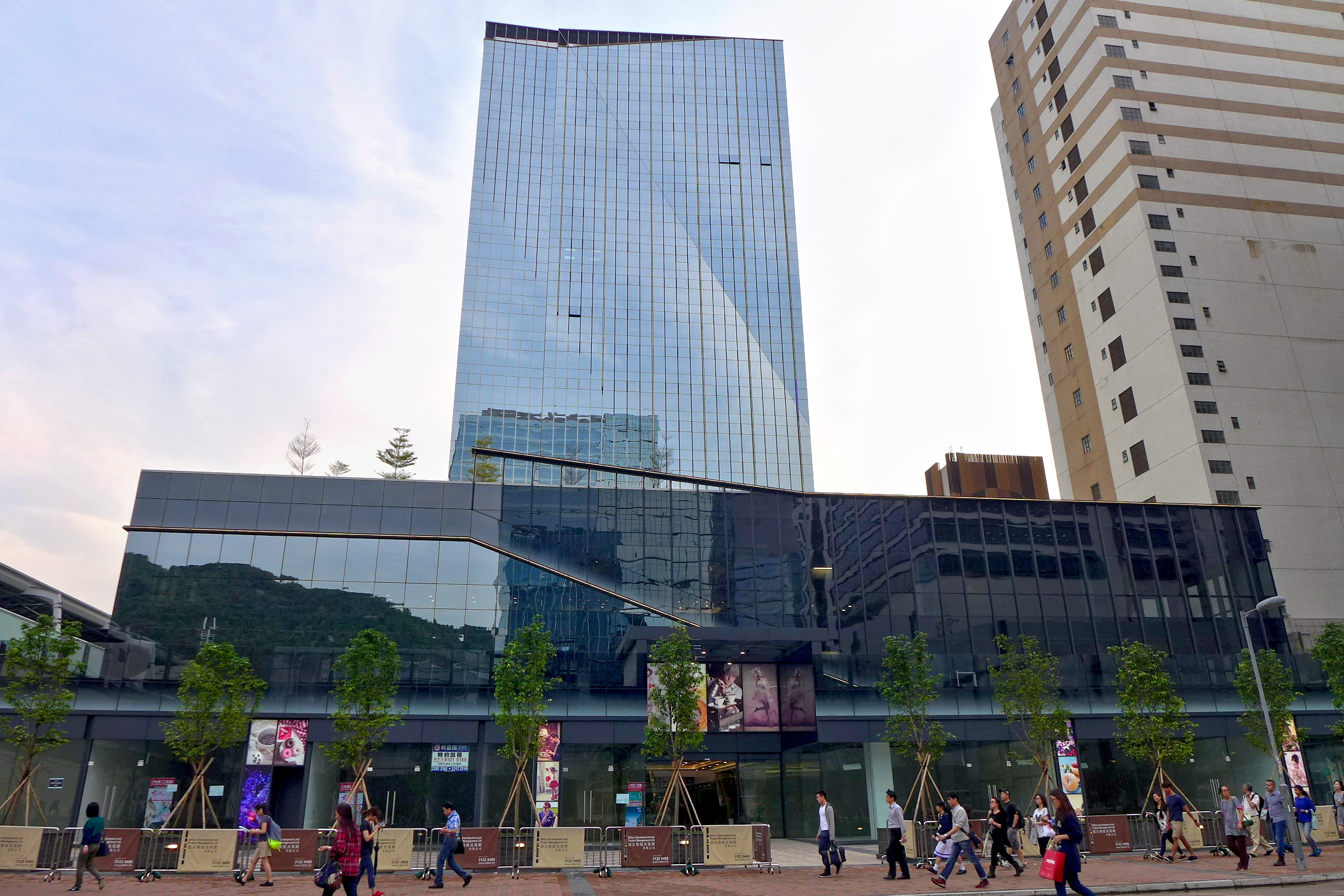
京瑞廣場一期

京瑞廣場（英語：Kings Wing Plaza）為億京發展的商業項目，分為兩期發展，位於香港新界沙田區石門安群街1及3號，於2016年落成。億京於2011年兩度購入石門地皮，安耀街及安群街交界商貿用地（安群街1號）於11月以8.28億元投得，總樓面43萬平方呎，每平方呎樓面地價1,926元。一個月後再以約6億元購入安群街及安麗街交界的商貿土地（安群街3號），可建樓面約35萬平方呎。

## 第一期

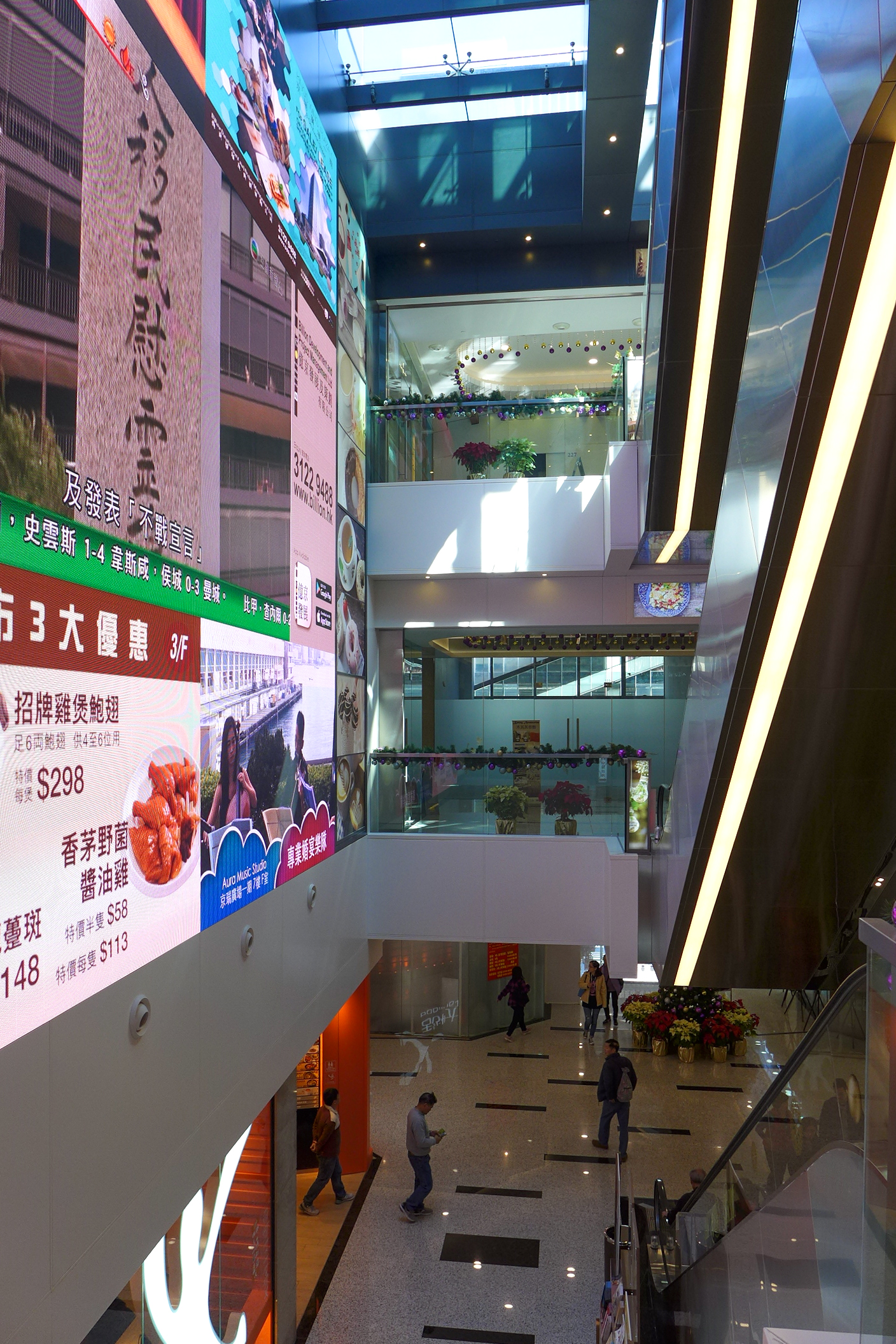
京瑞廣場一期中庭

第一期位於安群街3號，地下至2樓為商舖，目前業權分散，大多由舖位投資者持有，大部分樓層店舖初期仍空置中。到2017年中已變成食店集中地，競爭非常大。商場主要租戶包括地下的藥房、大快活、世品咖啡、Explorer Fusion Restaurant；2018年2月，香港入境處以每月逾70萬元預租地下8026方呎舖位作智能身份證換證中心。1樓設裝修公司、時裝店、傳理教育中心及狀學堂劍橋英語中心；2樓設6,040平方呎的漢和韓國料理及京都日本料理。3樓全層27,000平方呎為彩福婚宴集團旗下的酒樓「彩福皇宴」，彩福婚宴集團於2014年以2.5億元購入，以浪漫星空為佈景主題，並設10,000呎的戶外花園證婚場地。
寫字樓樓高16層，每層樓面約1.5萬平方呎，租戶以補習中心為主，升降機大堂設於2樓。其中京瑞集團於2014年購入部分樓面，獲大廈命名權。

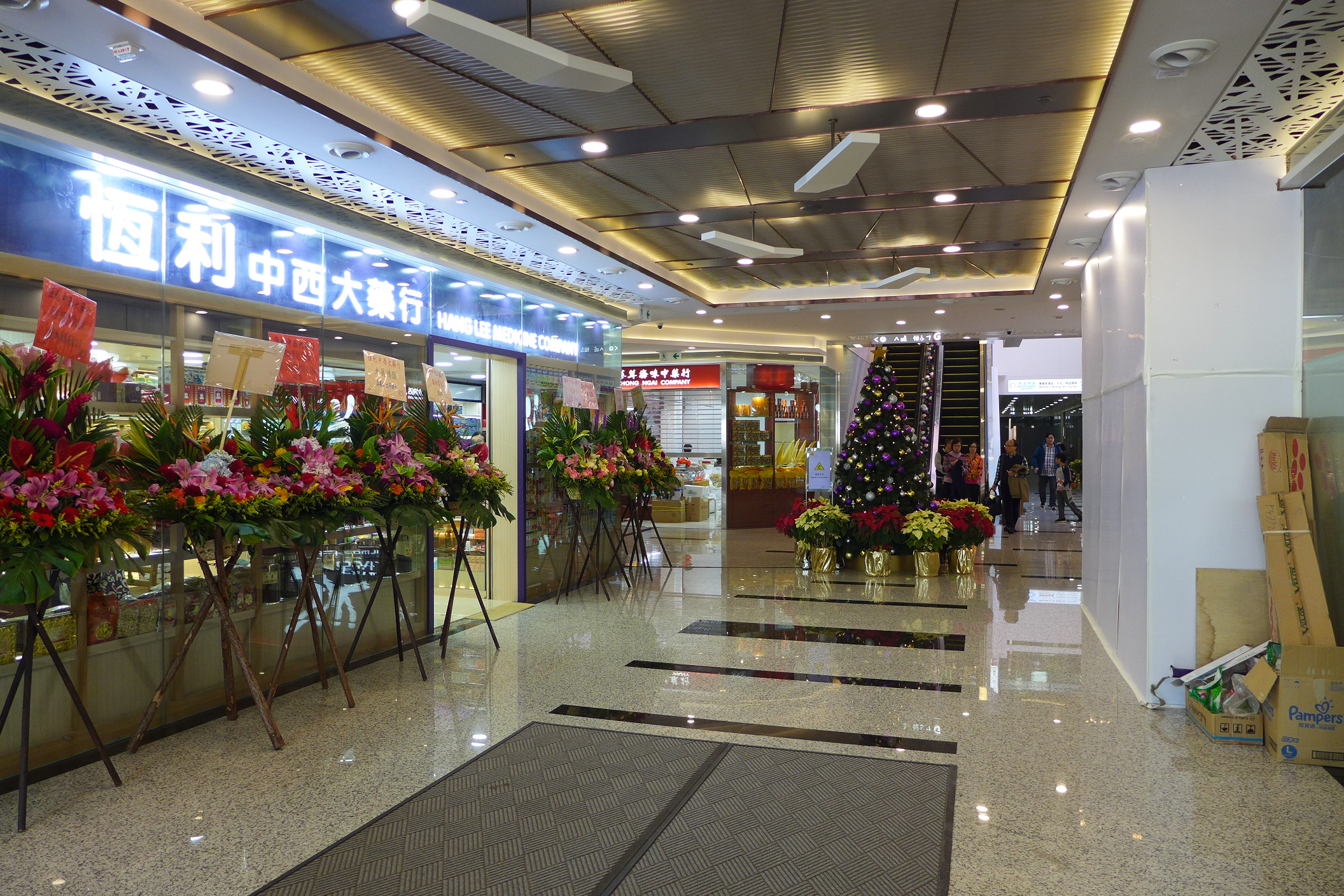
商場地下
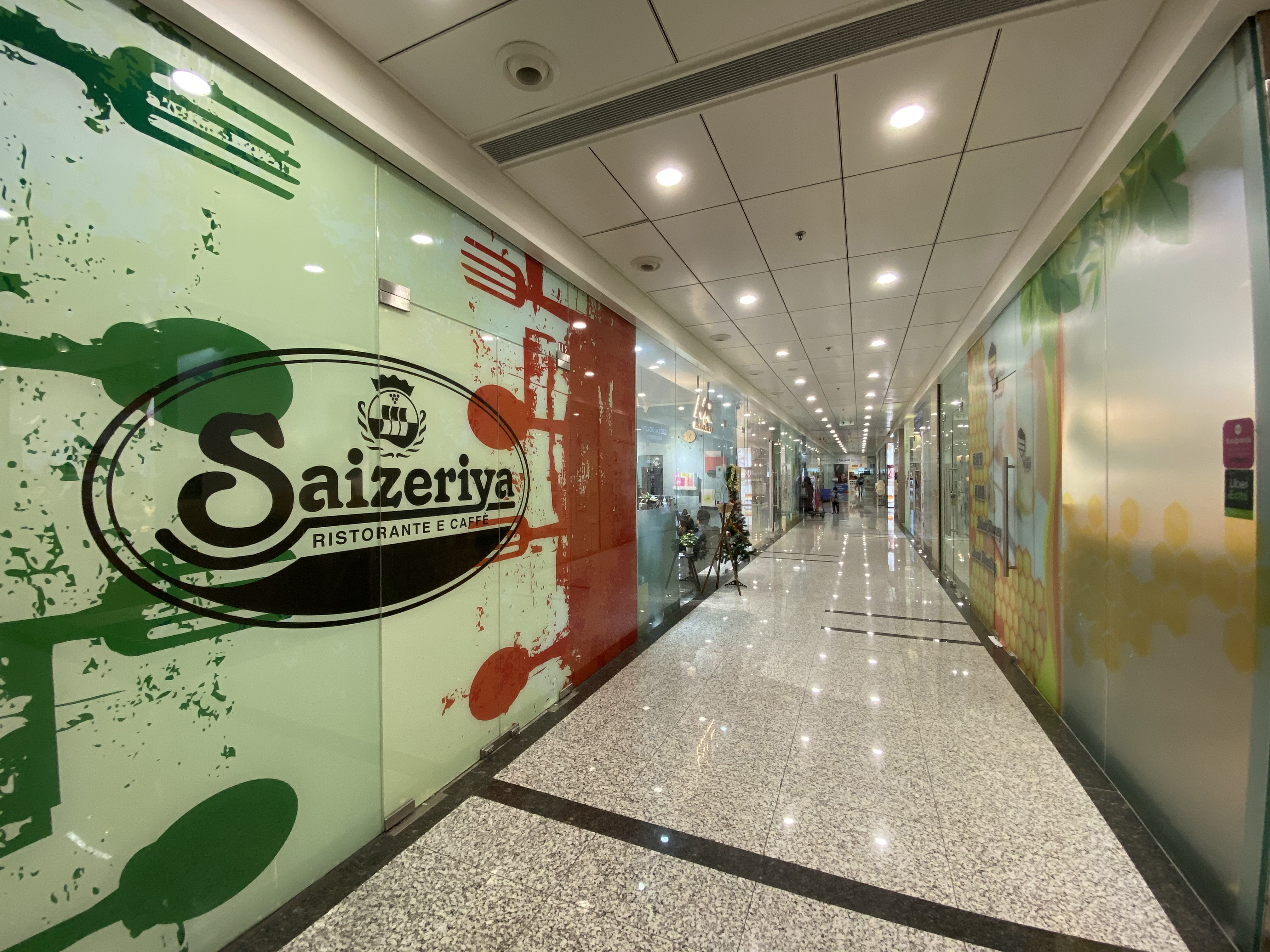
商場1樓
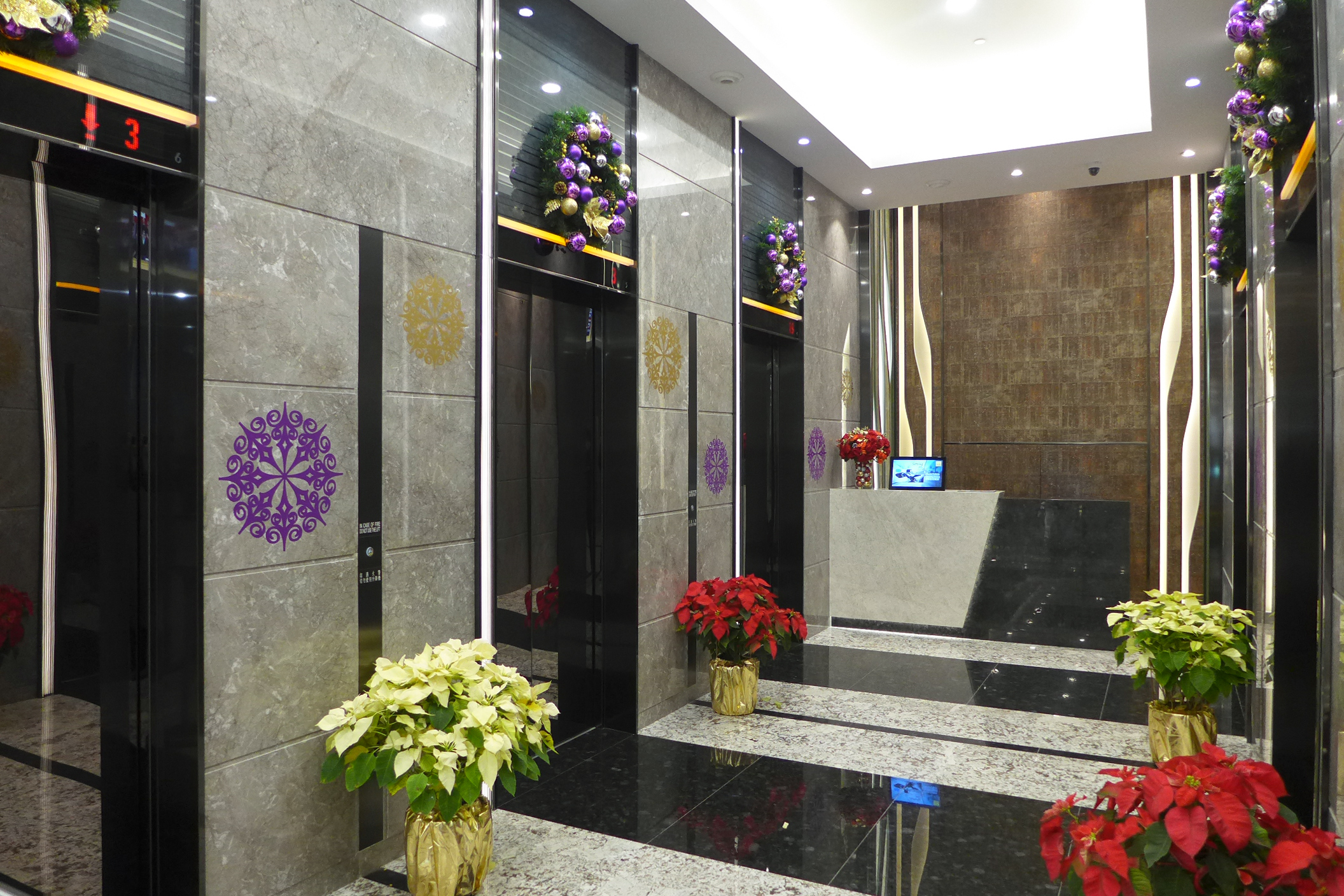
2樓寫字樓大堂
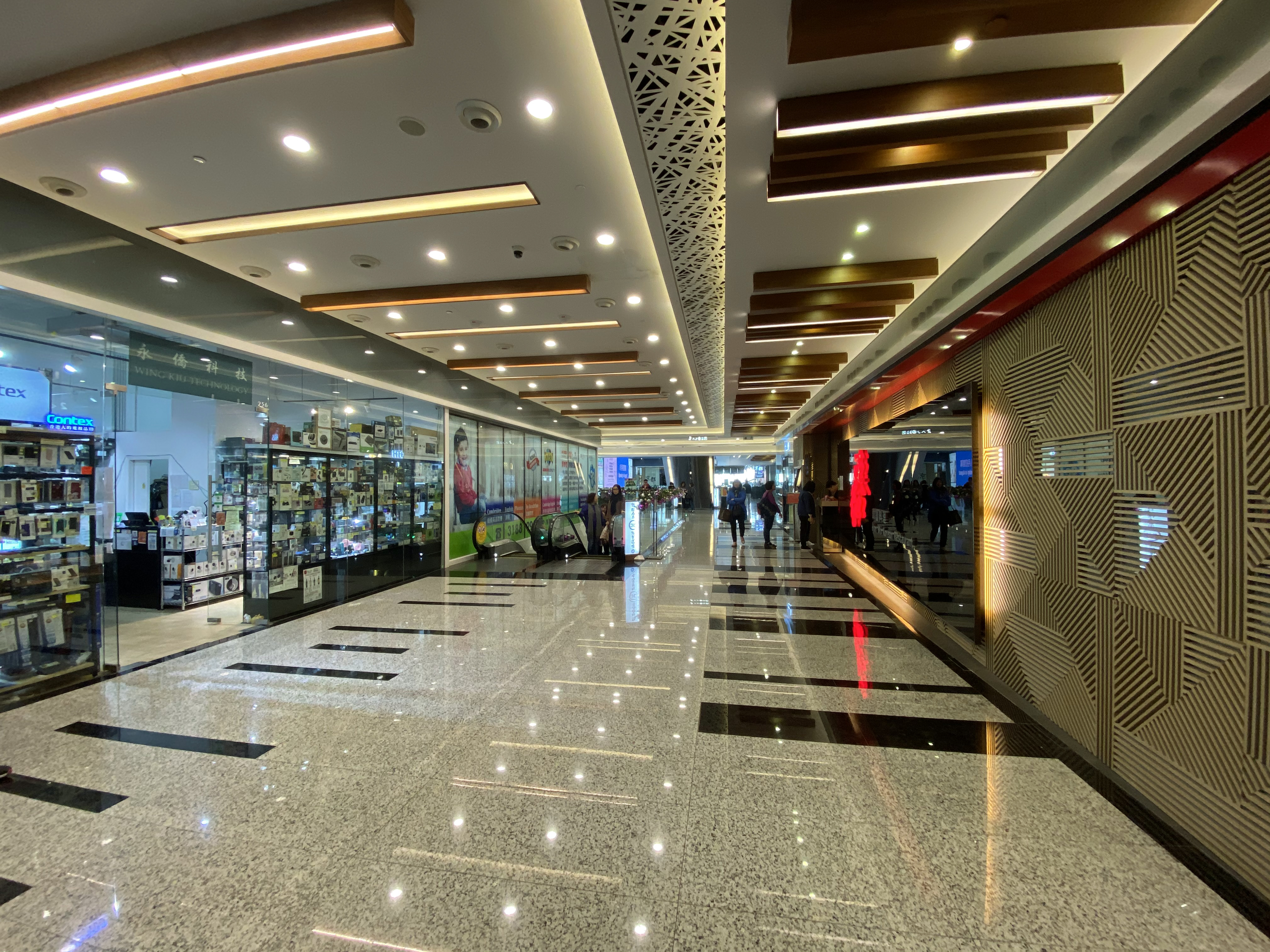
商場2樓
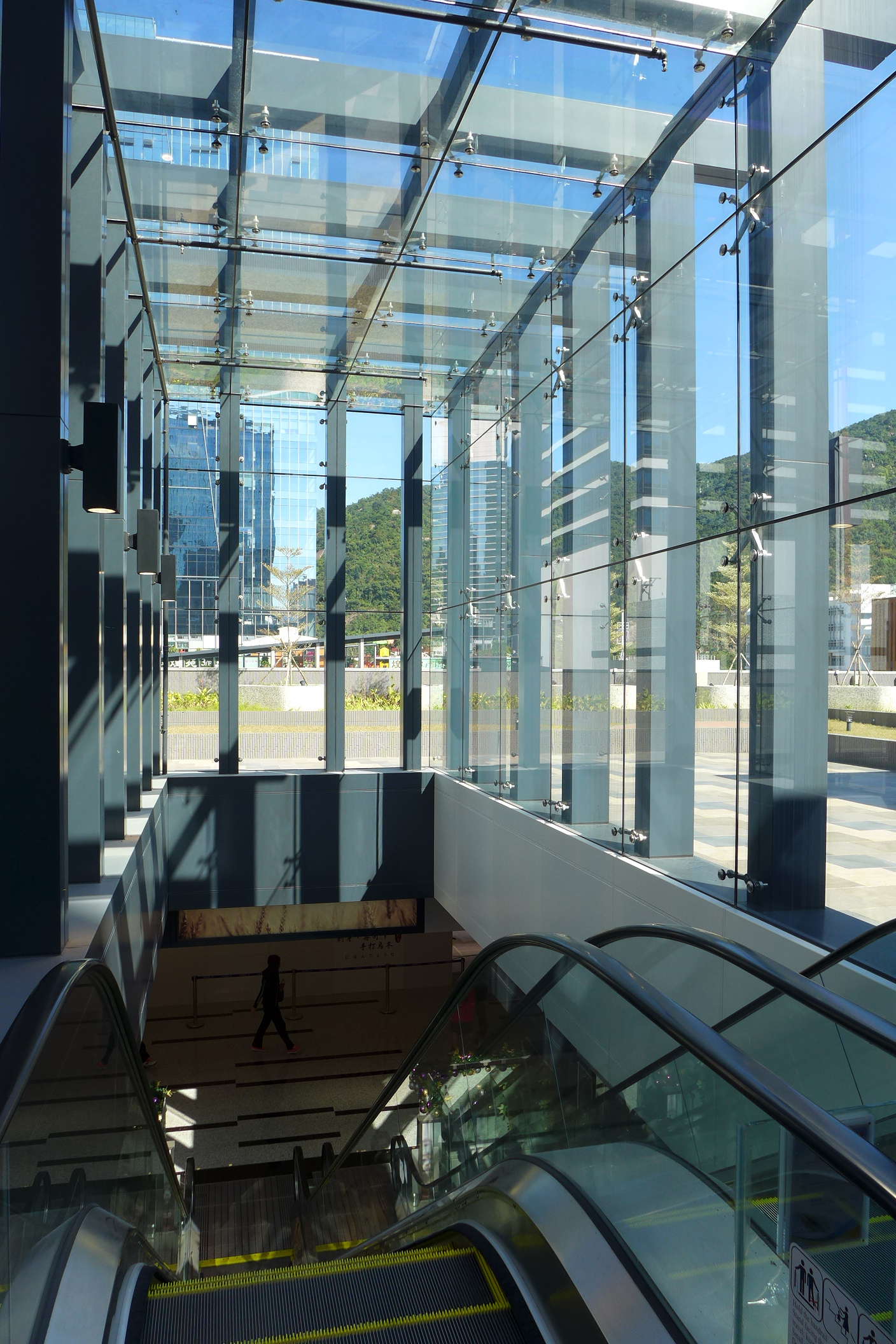
3樓天幕

## 第二期

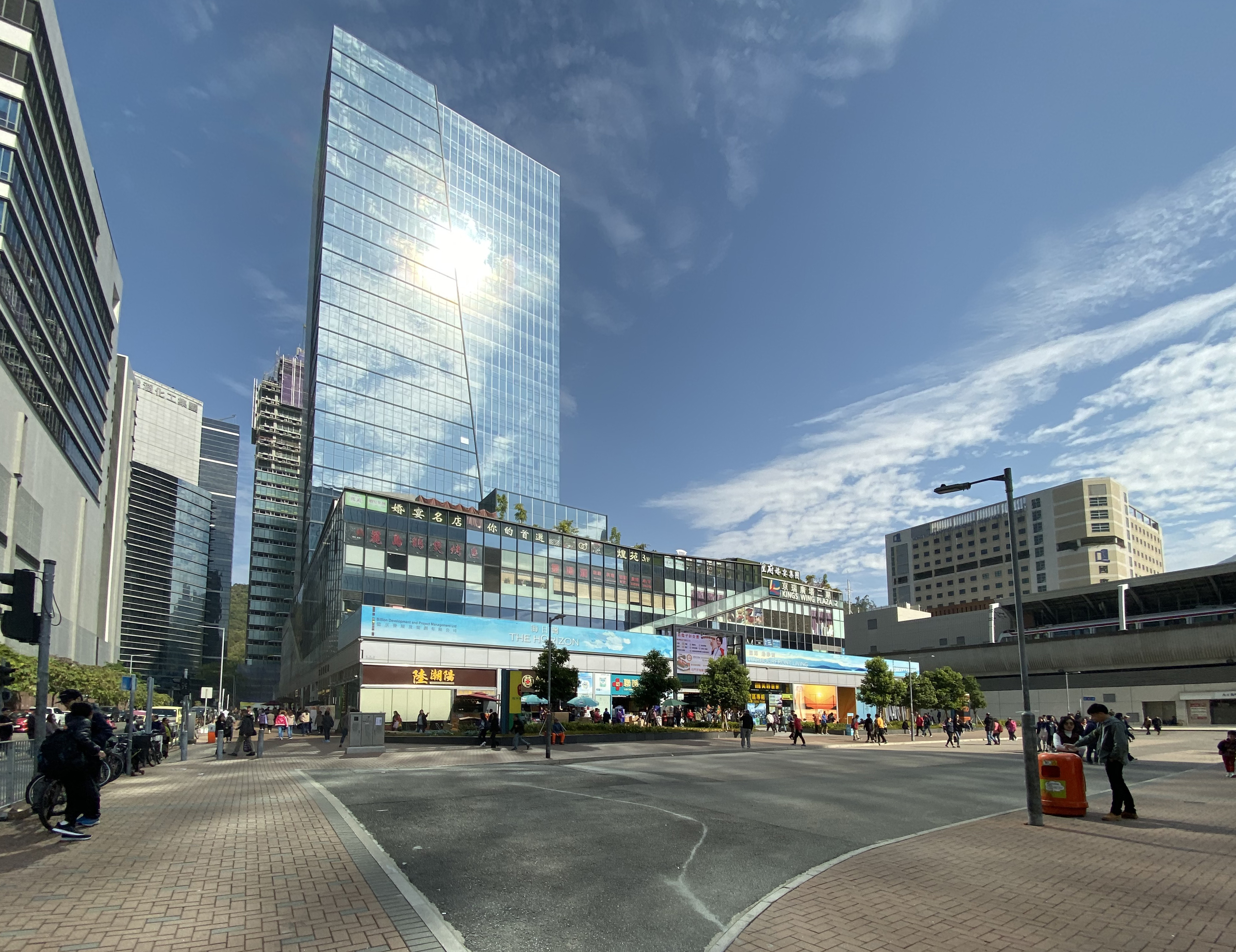
京瑞廣場二期

第二期位於安群街1號，地下至2樓為商舖。目前業權分散，大多由舖位投資者及飲食集團持有。地下設地產代理和多間餐廳（Su Casa，亞越泰，Golem Craft Beer，沙田一至尊燒鵝·生滾粥品專門店，和陳根記）。至於另一部分在2019年至2021年為海日灣樓盤售樓處，其後逐步改為一般店舖間隔租售，在2022年中開始有一些文具店及食店。
1樓有大家樂。約6萬平方呎樓面由投資者蔡志忠持有，命名為OK Mall，拆細為多個舖位，面積由180方呎起，分為電訊數碼，時裝鞋履、潮流精品、美容髮型及文化飲食區域，及位於 128a3 的 Uni-Cone Cafe 等。 原本在2020年疫情前的一所波波池大店亦已分拆為多個舖位，有補習、食店等。
2樓少量舖位仍空置中，其餘約3萬平方呎的半層樓面則獲富臨皇宮以逾1.95億元購入作自用。3樓為煌府旗下的煌苑，煌府以2.5億港元購入的舖位作自用，設戶外花園證婚場地。
寫字樓樓高20層，每層樓面約1.5萬平方呎，升降機大堂設於2樓。

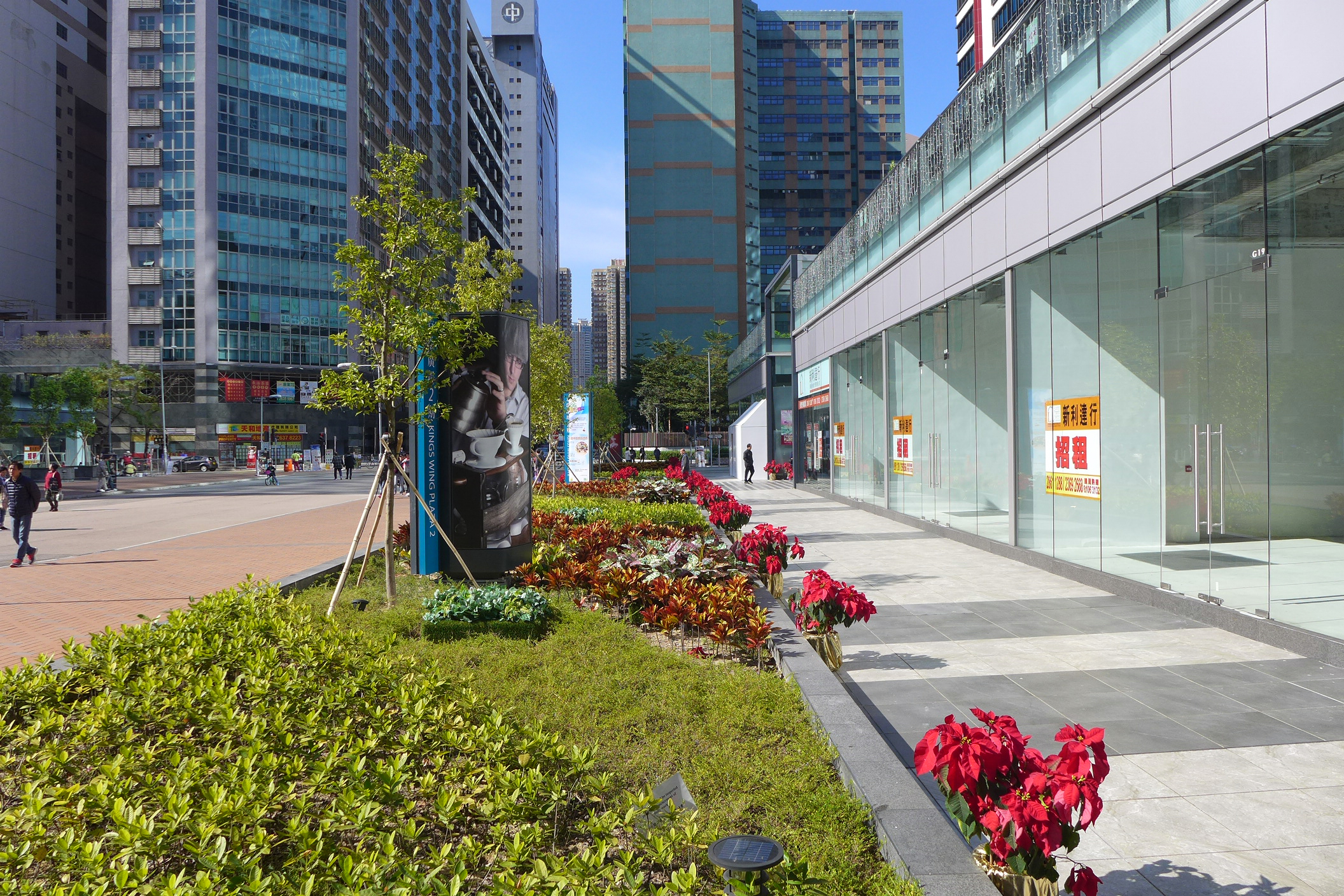
地面廣場
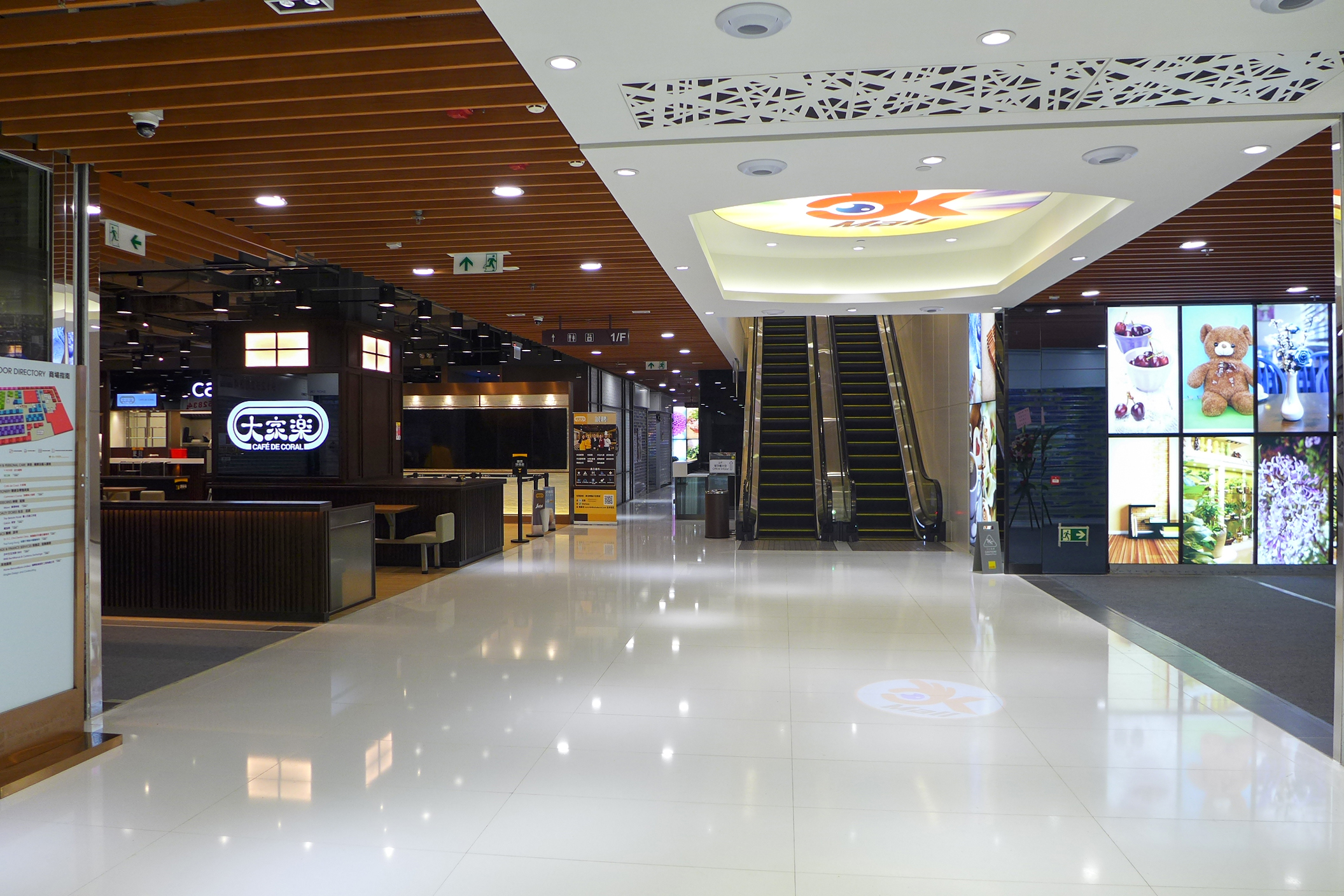
1樓OK Mall
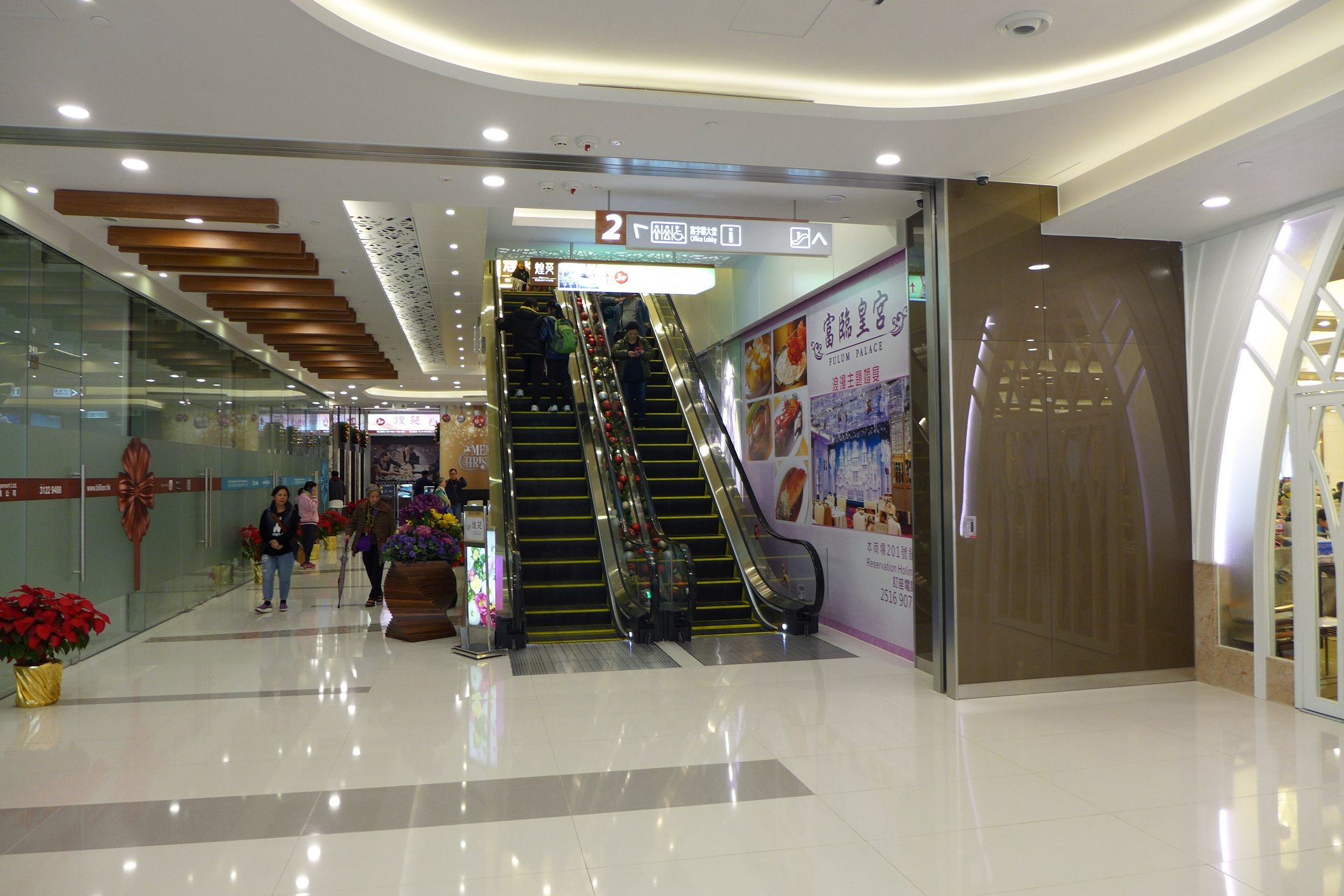
2樓商場
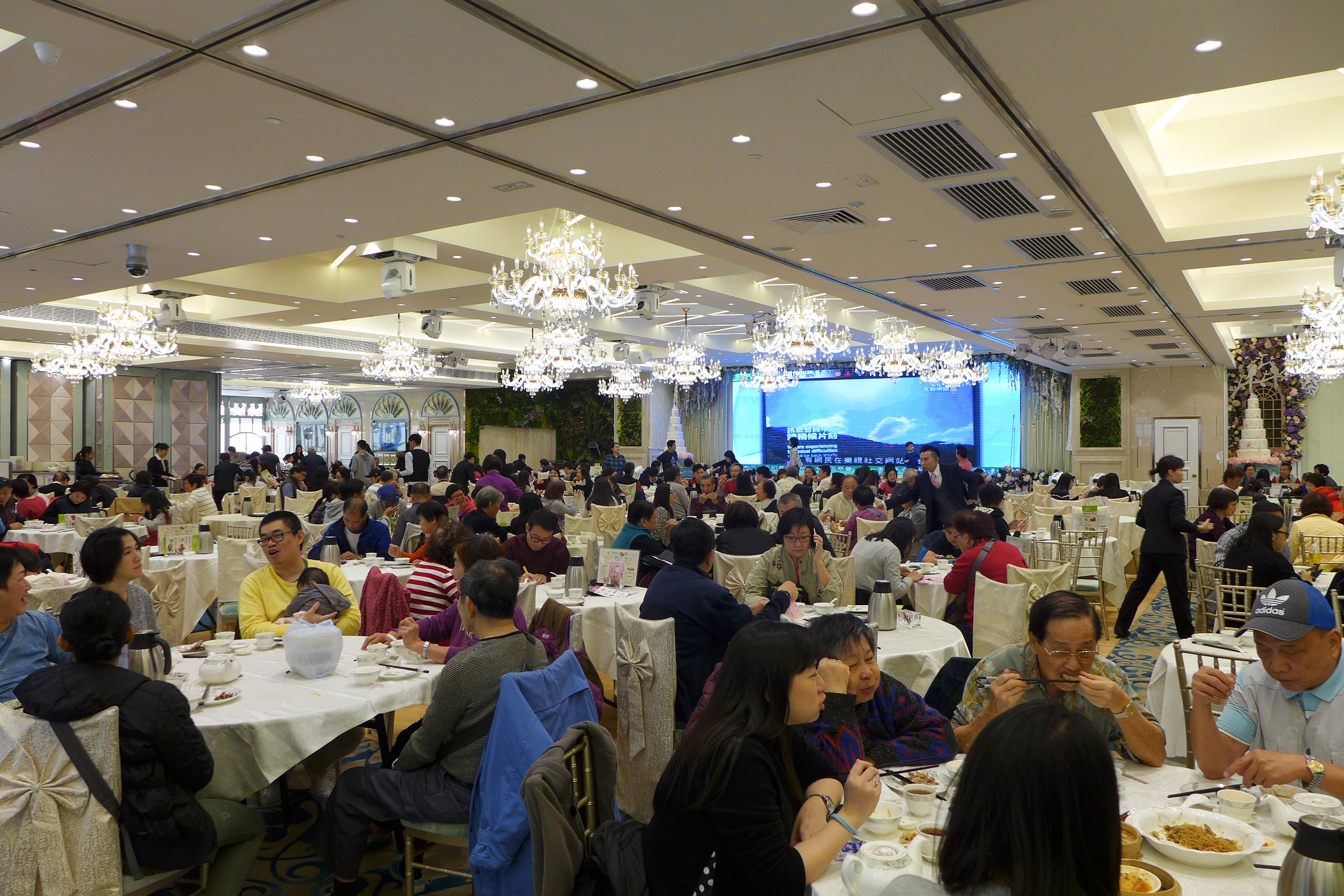
3樓煌苑
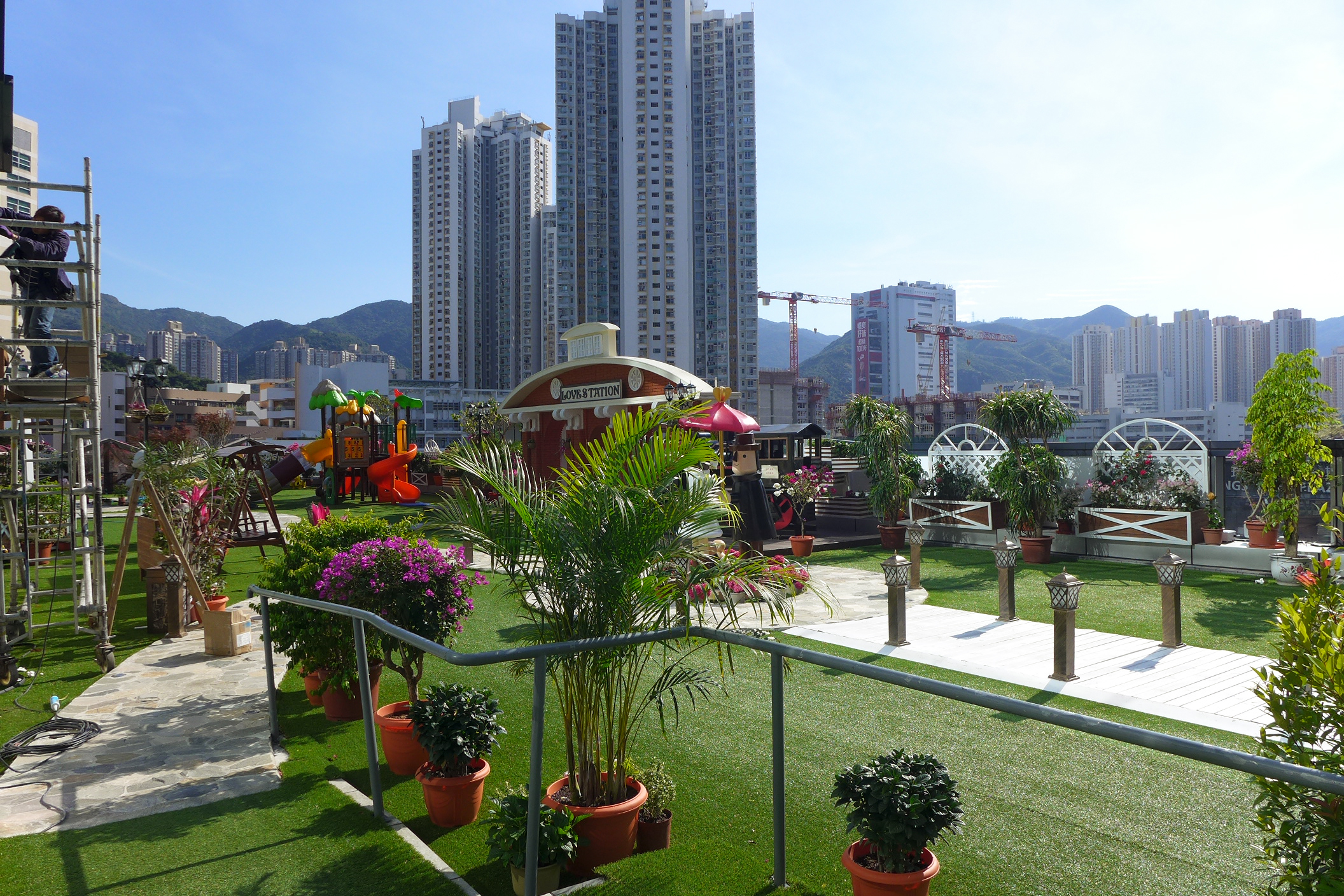
3樓煌苑戶外花園

## 批評
由2022年4月起，商場地面部分舖位變成蔬菜鮮果舖，並非法擴展營業範圍和阻街，引起環境衛生問題令市民不滿。民主黨沙田區議會議員周曉嵐引述食環署指，該處短短兩個多月已收到65宗相關投訴。不過沙田地政處指如果店舖擴展營業範圍涉及的公用地方由多數小業主共同擁有，「釘契」做法未必可行，只會通知相關業主立案法團或大廈管理處根據大廈公契條款跟進。

## 毗鄰
- 碩門邨
- 愉德苑
- 賽馬會傑志中心
- 石門匯豐大廈